# Liste der Naturschutzgebiete in Vorarlberg
Die Liste der Naturschutzgebiete in Vorarlberg enthält die 25 Naturschutzgebiete, die auf Grund des Vorarlberger Naturschutzrechts ausgewiesen sind.

## Liste der Naturschutzgebiete
| Foto |                 | Name                                                | ID   | Bezirk                                | Standort | Beschreibung | Fläche    | Datum      |
| ---- | --------------- | --------------------------------------------------- | ---- | ------------------------------------- | --- | --- | --------- | ---------- |
| 1    | Datei hochladen | Schlosshügel                                        | 8023 | Feldkirch                             | Koblach Standort | Ein landschaftlich prägender, bewaldeter Inselberg mit seltenen heimischen Baumarten. | 14,97 ha  | 05.07.1971 |
| 1    | Datei hochladen | Rossbad                                             | 8022 | Bregenz                               | Krumbach Standort | Eine Landschaft mit teilweise naturnahen Mischwäldern, natürlichen Tannenwäldern und als Streuwiesen genutzten Moorflächen. Liegt im grenzübergreifenden Naturpark Nagelfluhkette. | 123,15 ha | 07.06.1973 |
| 1    | Datei hochladen | Fohramoos                                           | 8007 | Bregenz, Dornbirn                     | Schwarzenberg, Dornbirn Standort | Ein urtümlich anmutendes Hochmoor, das einen in Mitteleuropa selten gewordenen Lebensraum für eine Vielzahl gefährdeter Pflanzen und Tiere bildet. In geringfügig abweichenden Grenzen auch Natura-2000-Gebiet. | 53,14 ha  | 08.08.1974 |
| 1    | Datei hochladen | Hirschberg                                          | 8012 | Bregenz                               | Langen bei Bregenz, Eichenberg Standort | [ 5 ] | 329,61 ha | 08.08.1974 |
| 1    | Datei hochladen | Bangser Ried                                        | 8003 | Feldkirch                             | Feldkirch Standort | Liegt im Natura-2000-Gebiet Bangs–Matschels. | 58,17 ha  | 30.12.1974 |
| 1    | Datei hochladen | Matschels                                           | 8018 | Feldkirch                             | Feldkirch Standort | Liegt im Natura-2000-Gebiet Bangs–Matschels. | 387,74 ha | 30.12.1974 |
| 1    | Datei hochladen | Farnacher Moos                                      | 8006 | Bregenz                               | Alberschwende, Bildstein Standort | [ 8 ] | 15,67 ha  | 11.02.1976 |
| 1    | Datei hochladen | Rheindelta                                          | 8047 | Bregenz                               | Fußach, Gaißau, Hard, Höchst Standort | Das größte Feuchtgebiet am Bodensee mit über 600 verschiedenen, teils vom Aussterben bedrohten Farn- und Blütenpflanzen; Habitat von zahlreichen gefährdeten Libellenarten, seltenen Heuschrecken und fast 700 verschiedenen Schmetterlingen sowie Rast- und Nahrungsgebiet für mehr als 300 Vogelarten. Auch Natura-2000-Gebiet und Ramsar-Gebiet. Grenzt an das Schweizer Naturschutzgebiet Altenrhein.                      | 21 km²    | 19.03.1976 |
| 1    | Datei hochladen | Kojen-Moos                                          | 8014 | Bregenz                               | Riefensberg Standort | Liegt im grenzübergreifenden Naturpark Nagelfluhkette. | 52,98 ha  | 17.02.1978 |
| 1    | Datei hochladen | Hohe Kugel – Hoher Freschen – Mellental             | 8013 | Bregenz, Dornbirn, Feldkirch          | Damüls, Dornbirn, Fraxern, Götzis, Hohenems, Klaus, Koblach, Laterns, Mellau, Viktorsberg Standort                                                                                  | Enthält die ehemaligen Pflanzenschutzgebiete Alpe Portla und Hohe Kugel. | 77 km²    | 06.04.1979 |
| 1    | Datei hochladen | Gasserplatz                                         | 8009 | Feldkirch                             | Göfis Standort | [ 13 ] | 4,73 ha   | 15.07.1986 |
| 1    | Datei hochladen | Gadental                                            | 8008 | Bludenz                               | Sonntag Standort | Eine weitgehend ursprüngliche Gebirgslandschaft mit unbewirtschafteten, naturnahen Wäldern und traditionell bewirtschafteten Alpweiden. In abweichenden Grenzen auch Natura-2000-Gebiet. Liegt in der Kernzone des Biosphärenpark Großes Walsertal. | 13 km²    | 20.08.1987 |
| 1    | Datei hochladen | Birken – Schwarzes Zeug – Mäander der Dornbirnerach | 8004 | Dornbirn, Bregenz                     | Dornbirn, Wolfurt Standort | Liegt zum Teil im Natura-2000-Gebiet Soren, Gleggen – Köblern, Schweizer Ried und Birken – Schwarzes Zeug | 70,93 ha  | 20.08.1987 |
| 1    | Datei hochladen | Gipslöcher                                          | 8010 | Bludenz                               | Lech Standort | [ 17 ] | 36,58 ha  | 30.09.1988 |
| 1    | Datei hochladen | Gsieg – Obere Mähder                                | 8011 | Dornbirn                              | Lustenau Standort | Ein vielfältiges Moorgebiet aus nachhaltig bewirtschafteten Feuchtwiesen, in dem unter anderem ein Drittel aller Orchideen Vorarlbergs und über 500 Schmetterlingsarten nachgewiesen werden konnten. In geringfügig abweichenden Grenzen auch Natura-2000-Gebiet. Besteht aus zwei Teilflächen: 29,51 Hektar Gsieg und 43,62 Hektar Obere Mähder. Grenzt an mehrere Teilflächen des Streuewiesenbiotopverbund Rheintal-Walgau. | 73,8 ha   | 27.04.1989 |
| 0 BW | Datei hochladen | Bödener Magerwiesen                                 | 8005 | Bludenz                               | Innerbraz Standort | [ 20 ] | 16,35 ha  | 19.06.1991 |
| 1    | Datei hochladen | Mehrerauer Seeufer – Bregenzerachmündung            | 8019 | Bregenz                               | Bregenz, Hard Standort | Eine sich aufgrund des schwankenden Wasserspiegels ständig verwandelnde Mündungslandschaft und der weltweit mit Abstand wichtigste verbliebene Lebensraum für das Bodensee-Vergissmeinnicht und die Strandschmiele. Auch Natura-2000-Gebiet. | 118,03 ha | 08.07.1991 |
| 1    | Datei hochladen | Amatlina-Vita                                       | 8001 | Feldkirch                             | Zwischenwasser Standort | Ein biologisch vielfältiges Mosaik aus Streu- und Magerwiesen, Waldflächen, Gebüschen, Baumgruppen und Einzelbäumen. Bis zum 11. August 1994 nur eine Teilfläche unter dem Namen „Suldis-Amatlina“ unter Schutz gestellt. | 48,34 ha  | 01.08.1991 |
| 0 BW | Datei hochladen | Rohrach                                             | 8021 | Bregenz                               | Hohenweiler, Möggers Standort | Ein Naturwaldreservat mit hohem Anteil an Totholz und vielfältiger Tier- und Pflanzenwelt, gelegen in einer schwer zugänglichen Waldschlucht. Auch Natura-2000-Gebiet. Grenzt an das deutsche Naturschutzgebiet Rohrachschlucht. | 48,19 ha  | 12.11.1992 |
| 1    | Datei hochladen | Auer Ried                                           | 8002 | Bregenz                               | Au Standort | [ 28 ] | 89,29 ha  | 31.03.1993 |
| 1    | Datei hochladen | Maria-Grüner Ried                                   | 8017 | Feldkirch                             | Frastanz Standort | [ 29 ] | 6,04 ha   | 31.05.1994 |
| 0 BW | Datei hochladen | Streuewiesenbiotopverbund Rheintal-Walgau           | 8025 | Bludenz, Bregenz, Dornbirn, Feldkirch | Bludesch, Dornbirn, Feldkirch, Frastanz, Götzis, Hard, Hohenems, Koblach, Lauterach, Ludesch, Lustenau, Meiningen, Nenzing, Nüziders, Rankweil, Satteins, Schlins, Wolfurt Standort | Das aus zahlreichen Kleinflächen bestehende Naturschutzgebiet ist bis 31. Oktober 2025 befristet. | 607,68 ha | 28.12.1995 |
| 0 BW | Datei hochladen | Bludescher Magerwiesen                              | 8050 | Bludenz                               | Bludesch Standort | [ 31 ] | 32,5 ha   | 22.05.1997 |
| 0 BW | Datei hochladen | Faludriga – Nova                                    | 8049 | Bludenz                               | Raggal Standort | Liegt in der Kernzone des Biosphärenparks Großes Walsertal | 981,32 ha | 22.07.1999 |
| 1    | Datei hochladen | Alter Rhein Hohenems                                | 8089 | Dornbirn                              | Hohenems Standort | [ 33 ] | 4,32 ha   | 23.04.2013 |

## Ehemalige Naturschutzgebiete
| Foto |                 | Name    | ID | Bezirk  | Standort                                      | Beschreibung | Fläche | Datum      |
| ---- | --------------- | ------- | -- | ------- | --------------------------------------------- | --- | ------ | ---------- |
| 0 BW | Datei hochladen | Verwall |    | Bludenz | Gaschurn, Klösterle, St. Gallenkirch Standort | Das Verwall war anlässlich eines Mediationsverfahrens mit Ausnahme des Gemeindegebiets von Silbertal 1999 befristet zum Naturschutzgebiet erklärt worden. Mit 30. September 2003 wurde stattdessen eine Verordnung in Kraft gesetzt, die ausführliche Schutzbestimmungen für das bereits seit 1995 bestehende Natura-2000-Gebiet Verwall definiert. |        | 14.10.1999 |